# 东北内蒙古煤炭工业联合公司
东北内蒙古煤炭工业联合公司，简称“东煤公司”，是1982年至1994年经国务院批准成立的集中统一领导和统一管理东北三省和内蒙古东部地区的统配煤矿以及煤炭工业部在这个地区直属的基本建设、地质勘探、科研、设计、教育等单位的独立核算、向国家交税、自负盈亏的全民所有制企业。先后隶属于中华人民共和国煤炭工业部和中华人民共和国能源部归口管理。后改称“中国东北内蒙古煤炭集团公司”。

## 历史
1982年12月9日国务院批准成立东北内蒙古煤炭工业联合公司（简称“东煤公司”），撤销煤炭工业部下属的辽宁煤炭工业管理局、吉林煤炭工业管理局、黑龙江煤炭工业管理局。以“解决东北能源紧张问题，而且可以减少华北地区煤炭出关，增加对华东的煤炭支援。”
总公司设在长春市延安大路新建15层的“东煤大厦”。
1982年煤炭产量8613万吨。1991年煤炭产量13811万吨。千万吨产量的矿务局有抚顺、阜新、鹤岗、鸡西、双鸭山、七台河、铁法。其中鸡西矿务局产量破两千万吨，全国排名第二。1991年9月3日建成霍林河一号露天矿，是中国第一座自行设计、自行施工、使用国产大型设备的特大型露天煤矿，产能千万吨。区内煤炭自给率从77.8%提高到85%。全公司108个煤矿。1991年百万吨死亡率1.067，比1982年的6.10大幅下降。人均年收入由1982年的1117元提高到3200元。
在东北地区的煤炭企业困难较多，1994年3月1日国务院《关于撤销中国东北内蒙古煤炭集团暨中国东北内蒙古煤炭集团公司的通知》（国发〔1994〕14号）撤销东煤公司，各统配煤矿下放省级政府管理，以“转换经营机制，加强经营管理，尽快摆脱困境，争取在两三年内改变面貌”。